# Batalla de Wad-Ras
La batalla de Wad-Ras o Wad-Rás, también llamada de Vad-Ras o Gualdrás (wad-ra's 'cauce', 'valle alto'), fue un episodio bélico ocurrido el 23 de marzo de 1860 dentro de la campaña de Marruecos (1859-1860) que, junto con las batallas de Los Castillejos y Tetuán, completó la actuación de España en el norte de África para reducir las hostilidades de las bandas rifeñas contra la plaza de Ceuta.

## Batalla

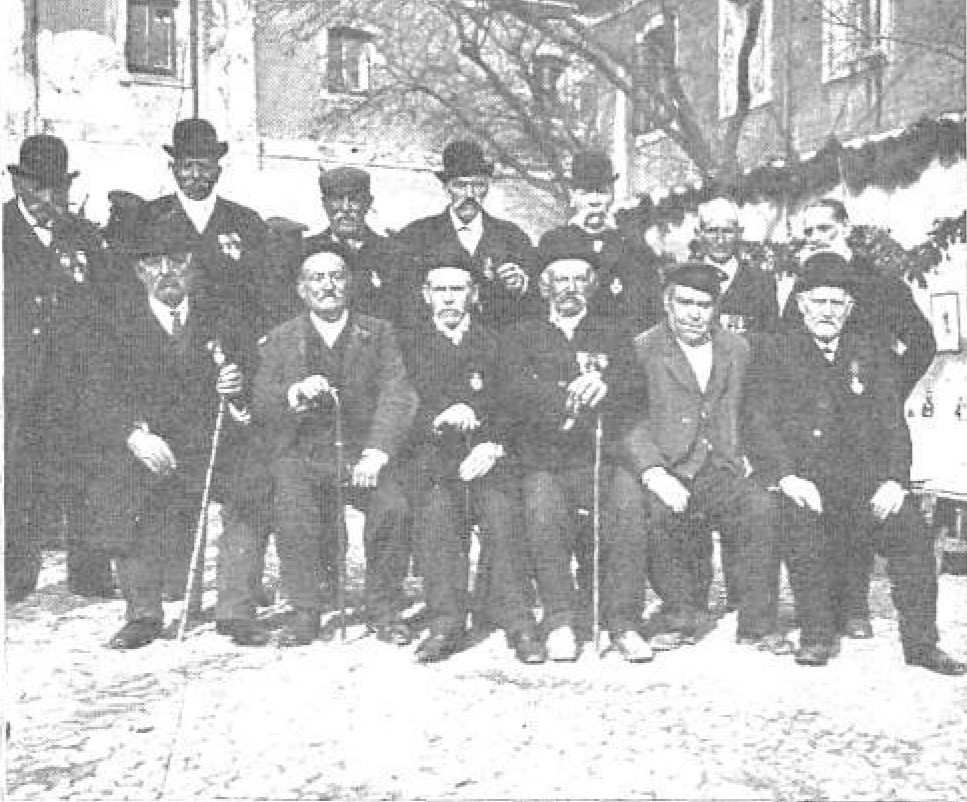
Grupo de veteranos españoles de Wad-Ras en un homenaje celebrado en 1909, conmemorando el 49.º aniversario de la batalla, en el cuartel de Los Docks de Madrid.

Tras conquistar la ciudad de Tetuán en febrero de 1860, la fuerza expedicionaria española, al mando del general Leopoldo O'Donnell (Presidente del Gobierno y Ministro de la Guerra), decidió avanzar hacia Tánger. El 23 de marzo, las tropas dirigidas por los generales Echagüe, Ros de Olano y Prim (cuya intervención fue decisiva para la victoria del ejército español) vencieron a las fuerzas marroquíes en el valle de Wad-Ras. La derrota militar dispersó las irregulares fuerzas marroquíes y provocó la inmediata petición de conversaciones para concertar la paz.
La paz se firmó en Tetuán el 26 de abril de 1860 mediante el Tratado de Wad-Ras entre el Reino de España y el Sultanato de Marruecos, representados por O'Donnell y Muley el-Abbás (hermano del sultán). Mediante dicho tratado, España amplió la plaza de Ceuta y anexionó Sidi Ifni.
El Museo del Prado posee un óleo sobre cartón de 54 por 182 cm, descriptivo de la batalla de Wad-Ras, realizado por Mariano Fortuny, que fue comisionado por la Diputación de Barcelona para inmortalizar para la posteridad la gesta del ejército español, compuesto en parte por hijos de Barcelona. En el Museo Nacional de Arte de Cataluña, se conserva el enorme cuadro La batalla de Tetuán de 300 por 972 cm.
Los leones del Congreso de los Diputados, fabricados en bronce por el escultor español Ponciano Ponzano, fueron moldeados con los cañones capturados a los marroquíes en dicha batalla.

## Consecuencias
Tras las sucesivas derrotas sufridas por Marruecos en sus enfrentamientos contra las tropas españolas y en particular tras la batalla de Wad-Ras, obligó al sultán Muhammad ibn ‘Abd al Rahman a pedir la paz a la reina Isabel II de España mediante el Tratado de Wad-Ras, firmado en Tetuán el 26 de abril de 1860.

## Reconocimientos
Por su actuación en la batalla, fue recompensado el Brigada del Arma de Ingenieros D. Pedro Alfonso Fernández Moreno con la Cruz Laureada de San Fernando de 1ª Clase.